# ۱۲۸۷ (خورشیدی)
سال ۱۲۸۷ هجری خورشیدی

## رویدادها
- ۵ خرداد - نخستین عملیات حفاری در مسجدسلیمان به نفت رسید.
- ۲ تیر - به توپ بستن مجلس شورای ملی به دستور محمدعلی شاه قاجار با کمک نیروهای روسی به فرماندهی لیاخوف و آغاز دورهٔ استبداد صغیر
- ۳ بهمن - زمین لرزه در سیلاخور بروجرد یکی از بزرگترین زمین لرزه های ثبت شده ایران موجب مرگ ۶۰۰۰ تا ۸۰۰۰ نفر شد.

## زادروزها
- محمدعلی افراشته، طنزنگار و روزنامه‌نگار ایرانی.
- یحیی مهدوی، استاد فلسفه ایرانی.
- یحیی عدل، پزشک و جراح ایرانی و ملقب به پدر جراحی ایران.

### فروردین
- ۹ فروردین - سید رضا بهاءالدینی، فقیه و عارف شیعه اهل ایران.

### مهر
- ۱ مهر - محمدعلی مجتهدی، استاد دانشگاه و رئیس دبیرستان البرز.